# OR13J1
OR13J1 (англ. Olfactory receptor family 13 subfamily J member 1) – білок, який кодується однойменним геном, розташованим у людей на короткому плечі 9-ї хромосоми. Довжина поліпептидного ланцюга білка становить 312 амінокислот, а молекулярна маса — 34 689.
| 10         |  | 20         |  | 30         |  | 40         |  | 50         |
| ---------- |  | ---------- |  | ---------- |  | ---------- |  | ---------- |
| MEPLNRTEVS |  | EFFLKGFSGY |  | PALEHLLFPL |  | CSAMYLVTLL |  | GNTAIMAVSV |
| LDIHLHTPVY |  | FFLGNLSTLD |  | ICYTPTFVPL |  | MLVHLLSSRK |  | TISFAVCAIQ |
| MCLSLSTGST |  | ECLLLAITAY |  | DRYLAICQPL |  | RYHVLMSHRL |  | CVLLMGAAWV |
| LCLLKSVTEM |  | VISMRLPFCG |  | HHVVSHFTCK |  | ILAVLKLACG |  | NTSVSEDFLL |
| AGSILLLPVP |  | LAFICLSYLL |  | ILATILRVPS |  | AARCCKAFST |  | CLAHLAVVLL |
| FYGTIIFMYL |  | KPKSKEAHIS |  | DEVFTVLYAM |  | VTTMLNPTIY |  | SLRNKEVKEA |
| ARKVWGRSRA |  | SR         |  |            |  |            |  |            |

A: Аланін

C: Цистеїн

D: Аспарагінова кислота

E: Глутамінова кислота

F: Фенілаланін

G: Гліцин

H: Гістидин

I: Ізолейцин

K: Лізин

L: Лейцин

M: Метіонін

N: Аспарагін

P: Пролін

Q: Глутамін

R: Аргінін

S: Серин

T: Треонін

V: Валін

W: Триптофан

Кодований геном білок за функціями належить до рецепторів, g-білокспряжених рецепторів, білків внутрішньоклітинного сигналінгу. 
Локалізований у клітинній мембрані, мембрані.